# Бхутто, Зульфикар Али
Зульфика́р Али́ Бху́тто (5 января 1928, Ларкана, Британская Индия — 4 апреля 1979, Равалпинди, Пакистан) — пакистанский политический деятель. Президент и премьер-министр Пакистана. Свергнут в ходе военного переворота, а затем — казнён.

## Детство и юность
Родился 5 января 1928 года в богатой мусульманской семье в Ларкане (Британская Индия, ныне — Пакистан). Сын пакистанского политика Шаха Наваза Бхутто. Образование получил в Индии, США и Великобритании.
В 1947 году поступил в Университет Южной Калифорнии. В 1949 году перевёлся в Калифорнийский университет в Беркли, который окончил с отличием в 1950 году с получением степени в области политических наук. В том же году поступил в колледж Крайст-Чёрч Оксфордского университета, где получил степень магистра права и с отличием степень магистра в области политических наук. 

## Политическая деятельность
В 1957 году работал в пакистанском представительстве при ООН, в 1963 году стал министром иностранных дел Пакистана. На этом посту безуспешно пытался добиться решения пакистано-индийского спора о Кашмире. В 1966 году выступил с критикой президента Айюб-хана за подписание Ташкентской декларации, после чего ушёл в отставку с поста министра иностранных дел, а в 1967 году — основал оппозиционную «Пакистанскую народную партию» (ПНП).
Будучи жёстким политиком, Бхутто решился на резкие перемены в государстве и выдвинул лозунг: «Ислам — наша вера, демократия — наша форма власти, социализм — наша экономическая система». Он призывал «восстановить демократию», предлагая программу экономических реформ под названием «исламский социализм». Был арестован и заключён в тюрьму (1968—1969).
На парламентских выборах 1970 года ПНП завоевала большинство голосов в западной части страны, но победу одержала партия «Авами лиг», выступавшая за автономию Восточного Пакистана. Преемник Айюб-хана президент Ага Мухаммед Яхья-хан объявил результаты выборов недействительными, что вызвало гражданскую войну, которая в конечном счёте привела к образованию независимого государства Бангладеш. Яхья-хан вынужден был уйти в отставку, и 21 декабря 1971 года Бхутто занял пост президента Пакистана. За оказанную ему помощь в борьбе с Яхья-ханом генерал Зия-уль-Хак получил пост начальника штаба сухопутных войск.

## Президент

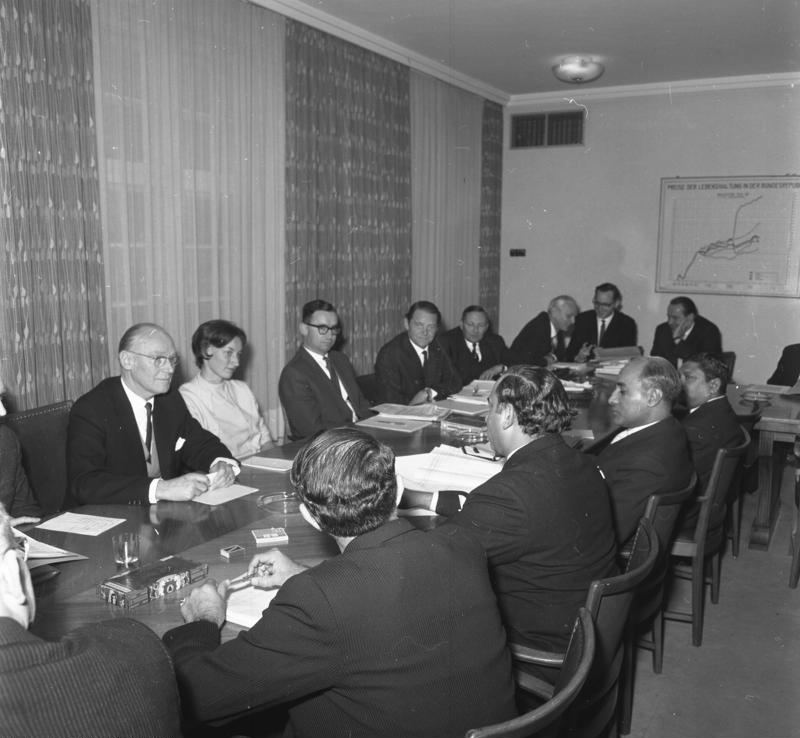
Бхутто на встрече с западногерманскими политиками, 1961 г.

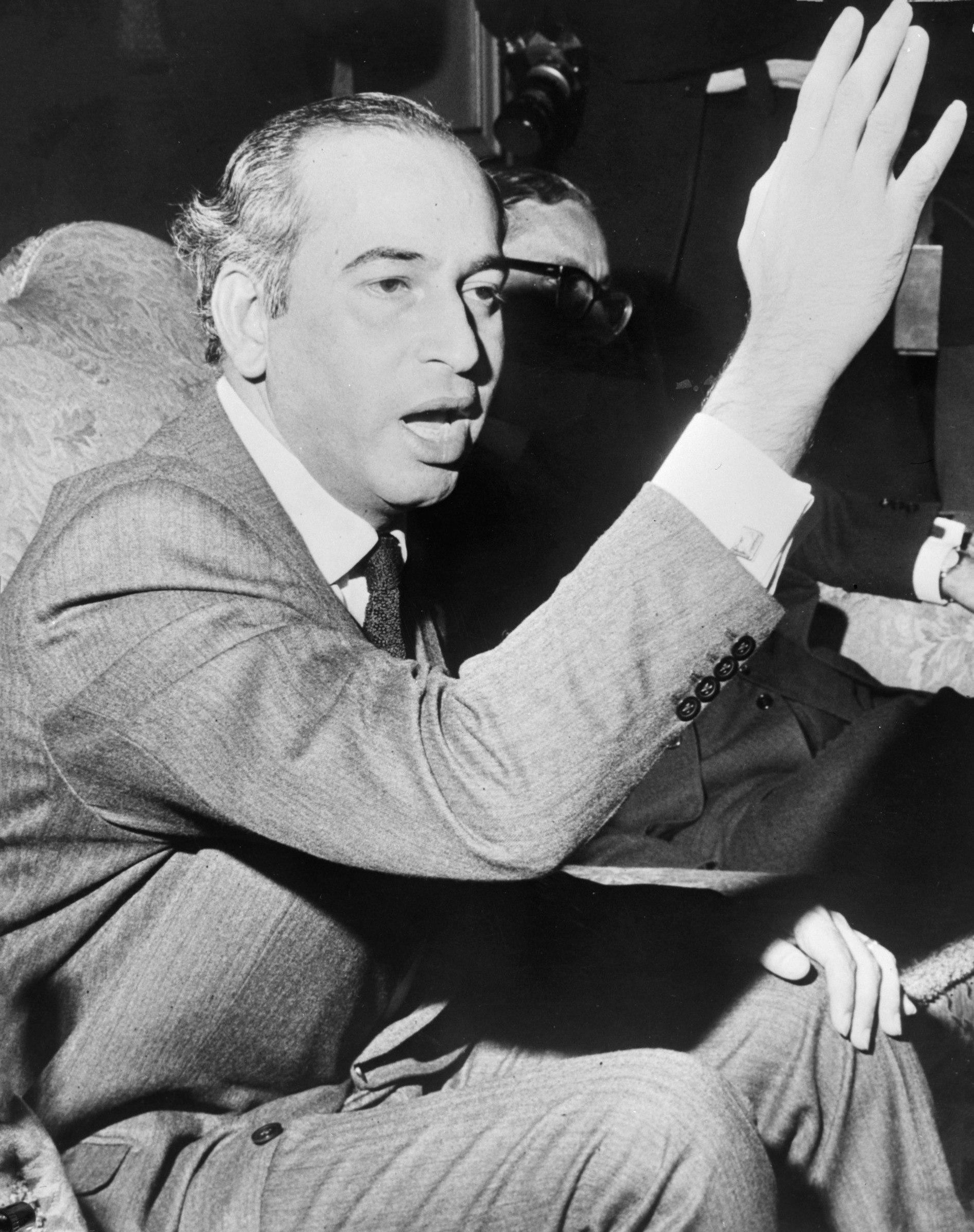
Бхутто в 1971 году

Ставшему главой государства Бхутто досталась проблема с Восточным Пакистаном. После того, как члены Британского Содружества признали независимость Бангладеш, он заявил о выходе Пакистана из Содружества. В июле 1972 года Бхутто договорился с Индирой Ганди об отводе индийских войск от границы и закреплении позиций армейских соединений в Кашмире. Бхутто отменил военное положение, а после принятия новой конституции в 1973 году, сделавшей пост президента чисто церемониальным, занял пост премьер-министра. Занимал также посты министров иностранных дел, обороны и внутренних дел.
Сосредоточив в своих руках огромную власть, Зульфикар Али Бхутто приступил к осуществлению идей исламского социализма. Новое правительство взяло курс на развитие добрых отношений с соседними странами, на ликвидацию политической и экономической зависимости от США. В 1973 году Пакистан заявил о своём выходе из блока СЕАТО. Правительство Бхутто осуществило национализацию всех частных банков, учебных заведений, страховых компаний и предприятий тяжёлой индустрии. Аграрная реформа привела к передаче безземельным арендаторам заметной доли обрабатываемых площадей. Зарплата занятых в промышленности, военнослужащих и чиновников была повышена. Крупные средства были направлены на улучшение условий жизни в сельской местности. Все эти мероприятия, проводимые на фоне произошедшего четырёхкратного роста цен на импортную нефть, сопровождались удвоением в 1972—1976 годах цен на потребительские товары на внутреннем рынке, что явно уменьшило популярность Бхутто в городах.
В марте 1972 года посещал СССР с официальным визитом.
Бхутто с трудом взаимодействовал с руководимой Вали-ханом «Народной национальной партией» (ННП) и партией «Джамиат-и улама-и ислам», которые в 1972 году сформировали кабинеты министров соответственно в Северо-3ападной пограничной провинции и Белуджистане. В феврале 1973 года Бхутто отправил эти правительства в отставку, запретил ННП и арестовал её лидеров.

## Свержение
На всеобщих выборах в марте 1977 года победу одержала ПНП. Лидеры оппозиции утверждали, что результаты голосования были подтасованы, и развернули кампанию протеста. В ответ Бхутто арестовал лидеров оппозиции и установил военное положение в крупнейших городах страны. В стране начались массовые волнения, которые жёстко подавлялись правительством, что дало повод военным для переворота. 5 июля 1977 года Бхутто был арестован. Переворотом руководил Мухаммед Зия-уль-Хак. Через три недели была арестована и посажена под домашний арест дочь Бхутто Беназир (под арестом она оставалась до 1978 года).

### Трибунал
Спеша расправиться со своими политическими противниками, военные в сентябре 1977 года арестовали Бхутто по обвинению в политическом убийстве, якобы совершённом им в 1974 году. В интервью, данном средствам массовой информации, Зия-уль-Хак заранее объявил Бхутто «убийцей», которому «не удастся избежать сурового наказания».
Суд над бывшим премьер-министром начался 24 октября 1977 года. Спустя три месяца Бхутто заявил протест против характера процесса, так как судья был явно пристрастен и вёл себя оскорбительно по отношению к обвиняемому. Наиболее серьёзным свидетелем против Бхутто стал бывший генеральный директор Федеральных сил безопасности Масуд Махмуд. Он заявил, что Бхутто лично отдал приказ уничтожить неугодного ему человека. Четверо мужчин, которые были арестованы и объявлены как убийцы политического оппонента, подтвердили доказательство Махмуда. В 1978 году организация «Международная амнистия» отметила, что этому свидетелю «самому были предъявлены те же обвинения, однако он был помилован уже на ранней стадии процесса; поэтому к его показаниям, показаниям информатора, следует относиться с большой осторожностью».
Во время судебного процесса правительство организовало мощное пропагандистское давление на общественное мнение; ему было важно дискредитировать премьера в глазах страны. Публиковались пухлые «белые книги» жертв Бхутто и его правительства, шли теле- и радиопередачи. В феврале 1979 года Верховный суд Пакистана четырьмя голосами против трёх поддержал смертный приговор, вынесенный Бхутто. В марте было отклонено прошение осуждённого о пересмотре дела.

### Казнь
Несмотря на личные просьбы о смягчении приговора, направленные президенту Пакистана Зия-уль-Хаку папой римским Иоанном Павлом II, Генеральным секретарём ООН, президентом США Джимми Картером, генеральным секретарём ЦК КПСС Леонидом Брежневым, лидерами ряда европейских и арабских стран, на рассвете 4 апреля Зульфикар Али Бхутто был тайно повешен на территории тюрьмы в Равалпинди. О его казни объявили только через 9 часов после того, как тело было похоронено. Семье было отказано в участии в похоронах. Сразу после казни в Пакистане прошли массовые протесты.

## Судьба клана Бхутто
Почти все дети Зульфикара Али Бхутто были убиты. 19 июля 1985 года от рук собственной жены-афганки погиб Шахнаваз, 20 сентября 1996 года в стычке с полицией пакистанского города Карачи вместе с семью соратниками был убит Муртаза, 27 декабря 2007 года в результате террористического акта в Равалпинди погибла Беназир, 1 марта 2019 года от рук неизвестных в Вашингтоне (США) погиб Джаваид — философ и писатель. В живых осталась лишь дочь Санам, ныне живущая в Лондоне и далёкая от политики. Вдова Бхутто, Нусрат скончалась 23 октября 2011 года от болезни Альцгеймера в Дубае (ОАЭ), пережив троих из пятерых своих детей.